# Obrioclytus
Obrioclytus is een kevergeslacht uit de familie van de boktorren (Cerambycidae). De wetenschappelijke naam van het geslacht werd voor het eerst geldig gepubliceerd in 2000 door Adlbauer.

## Soorten
Obrioclytus omvat de volgende soorten:
- Obrioclytus kenyensis Adlbauer, 2007
- Obrioclytus rotundooculatus (Adlbauer, 1997)